# Javier Atkins Lerggios
Javier Fernando Miguel Atkins Lerggios (Piura, 8 de febrero de 1956) es un administrador de empresas y político peruano. Fue presidente del Gobierno Regional de Piura entre 2011 y 2014.

## Biografía
Nació en Piura, Perú, el 8 de febrero de 1956. Cursó sus estudios primarios y secundarios en el Colegio Salesiano Don Bosco de esa ciudad. Entre 1974 y 1978 cursó estudios superiores de administración de empresas en la Universidad de Piura. Además cursó un posgrado en la Southern Texas University de la ciudad de Houston, Texas, Estados Unidos entre 1982 y 1983.
Su primera participación política se dio en las elecciones regionales del 2006 cuando tentó la presidencia del Gobierno Regional de Piura por el movimiento Obras + Obras quedando en segundo lugar. Repitió la candidatura en las elecciones regionales del 2010 logrando ser elegido como presidente regional por el movimiento Unidos Construyendo tras obtener el 46.49% de los votos. Luego de su gestión, tentó sin éxito su elección como congresista por Piura por el partido Peruanos Por el Kambio. Igualmente, fue candidato en las elecciones parlamentarias extraordinarias del 2020 por el partido Perú Patria Segura. 
En abril del 2018 fue nombrado como Viceministro de pesca en el ministerio de la producción.

## Controversias
Tuvo que renunciar a este cargo en marzo del 2019 luego de que se hiciera público que la fiscalía pedía una pena de 10 años por el supuesto delito de colusión agravada. El 12 de agosto del 2019, fue sentenciado por el primer juzgado unipersonal de Sullana a 4 años de prisión suspendida por el delito de negociación incompatible luego de que, durante su gestión como presidente regional, contratara a la empresa de su sobrino político para brindar el servicio de vigilancia al Hospital de Sullana. Adicionalmente, Atkins enfrenta una investigación por colusión y negociación incompatible por supuestas ampliaciones de plazo otorgadas de manera irregular a favor de la empresa constructora Camargo Correa involucrada en el Caso Lava Jato.